# Rosengård Tävlingsarena
Rosengård Tävlingsarena, i folkmun ""Rosengårds Södra IP", är en idrottsplats i Rosengård, Malmö. Den invigdes för första gången 1973. 
Idrottsplatsen rymmer i dag 5 000 åskådare och är hemmaplan för FC Rosengårds herrlag, FBK Balkan och Rosengård FF.

### Fotnoter
1. ↑  https://www2.svenskfotboll.se/cuper-och-serier/information/?scr=venue&faid=20883